# 이득윤
이득윤(李得胤, 1553년 ~ 1630년)은 조선 중기(선조-광해군)의 정치가·학자·음악 이론가이다. 자는 극흠(克欽), 호는 서계(西溪), 본관은 경주이다. 고려 말 문신 이제현(李齊賢)의 후손이다. 1588년(선조 21년) 진사가 된 뒤, 참봉, 형조좌랑, 괴산(槐山)군수를 지냈다. 서기(徐起)의 문하에서 공부하여 역학(易學)에 뛰어났다. 음악에도 조예가 깊어 1620년(광해군 12년) 〈현금동문유기(玄琴東文類記)〉를 엮어서 세상에 내놓아 거문고의 법도(法道)를 바로 전하게 하였다. 음악 연구에 귀중한 자료가 되고 있다. 특히 여러 금보 및 그 저자와 거문고 대가에 대하여 다룬 것을 보면, 그가 음악에 조예가 깊고 상당히 박학하였던 것을 알 수 있다. 저서로 〈서계집(西溪集)〉이 남아 있다. 묘소는 충청북도 청원군 미원면(米院面) 가양리(佳陽里) 인경산(引頸山) 아래에 있다. 청주 신항서원(莘巷書院)과 청안(淸安)의 구계서원(龜溪書院)에 제향되어 있다.